# Listă de filme de animație din 2002
Aceasta este o listă de filme de animație din anul 2002:
| Titlu                                                              | Țara                                            | Regizor                      | Studio                                                    | Tehnici de animație | Note  |
| ------------------------------------------------------------------ | ----------------------------------------------- | ---------------------------- | --------------------------------------------------------- | ------------------- | ----- |
| ∀ Gundam I: Earth Light                                            | Japonia                                         |                              |                                                           |                     |       |
| ∀ Gundam II: Moonlight Butterfly                                   | Japonia                                         |                              |                                                           |                     |       |
| 6 Angels                                                           | Japonia                                         |                              |                                                           |                     |       |
| The Adventures of Tom Thumb & Thumbelina                           | Statele Unite ale Americii                      |                              |                                                           |                     |       |
| Alibaba                                                            | India                                           |                              |                                                           |                     |       |
| Balto II: Wolf Quest                                               | Statele Unite ale Americii                      |                              |                                                           |                     |       |
| Barbie as Rapunzel                                                 | Statele Unite ale Americii                      |                              |                                                           |                     |       |
| Beauty and Warrior                                                 | Indonezia                                       |                              |                                                           |                     |       |
| The Boy Who Wanted to Be a Bear Drengen Der Ville Gøre Det Umulige | Danemarca · Franța                              |                              |                                                           |                     |       |
| The Cat Returns                                                    | Japonia                                         |                              |                                                           |                     |       |
| Cinderella II: Dreams Come True                                    | Statele Unite ale Americii                      |                              | DisneyToon Studios                                        | Traditional         |       |
| Corto Maltese: La cour secrète des Arcanes                         | Franța · Italia · Luxemburg                     |                              |                                                           |                     |       |
| Crayon Shin-chan: The Battle of the Warring States                 | Japonia                                         |                              |                                                           |                     |       |
| Detective Conan - The Phantom of Baker Street                      | Japonia                                         |                              |                                                           |                     |       |
| Dibu 3: The Great Adventure Dibu 3: La gran aventura               | Argentina                                       |                              |                                                           |                     |       |
| Dinosaur Island                                                    | Statele Unite ale Americii                      |                              |                                                           |                     |       |
| Duck Ugly Couac, vilain petit canard                               | Franța                                          |                              |                                                           |                     | [ 1 ] |
| Dragon Hill                                                        | Spania                                          |                              |                                                           |                     |       |
| Eden                                                               | Polonia                                         |                              |                                                           |                     |       |
| Eight Crazy Nights                                                 | Statele Unite ale Americii                      |                              |                                                           |                     |       |
| Fimfárum                                                           | Cehia                                           |                              |                                                           |                     |       |
| Hey Arnold!: The Movie                                             | Statele Unite ale Americii                      |                              | Nickelodeon Movies                                        | Traditional         |       |
| Holy Fox Святой лис (Svyatoy lis)                                  | Georgia                                         |                              |                                                           |                     |       |
| The Hunchback of Notre Dame II                                     | Statele Unite ale Americii                      |                              |                                                           |                     |       |
| Ice Age                                                            | Statele Unite ale Americii                      |                              | Blue Sky Studios                                          | CG Animation        |       |
| Initial D: Battle Stage                                            | Japonia                                         |                              |                                                           |                     |       |
| InuYasha the Movie: The Castle Beyond the Looking Glass            | Japonia                                         |                              |                                                           |                     |       |
| Is It College Yet?                                                 | Statele Unite ale Americii · Coreea de Sud      |                              |                                                           |                     |       |
| Jonah: A VeggieTales Movie                                         | Statele Unite ale Americii                      |                              |                                                           |                     |       |
| Karlsson on the Roof Karlsson på taket                             | Suedia · Norvegia                               |                              |                                                           |                     |       |
| Kwentong kayumanggi                                                | Filipine                                        |                              |                                                           |                     |       |
| The Land Before Time IX: Journey to Big Water                      | Statele Unite ale Americii                      |                              |                                                           |                     |       |
| Lilo & Stitch                                                      | Statele Unite ale Americii                      |                              | Walt Disney Feature Animation                             | Traditional         |       |
| Mercano, the martian Mercano, el marciano                          | Argentina                                       |                              |                                                           |                     |       |
| Mickey's House of Villains                                         | Statele Unite ale Americii                      |                              |                                                           |                     |       |
| My Beautiful Girl, Mari                                            | Coreea de Sud                                   |                              |                                                           |                     |       |
| Ogu and Mampato in Rapa Nui Ogú y Mampato en Rapa Nui              | Chile                                           |                              |                                                           |                     |       |
| One Piece: Chopper's Kingdom on the Island of Strange Animals      | Japonia                                         |                              |                                                           |                     |       |
| Pokémon 4Ever                                                      | Japonia                                         |                              |                                                           |                     |       |
| Pokémon Heroes                                                     | Japonia                                         |                              |                                                           |                     |       |
| The Powerpuff Girls Movie                                          | Statele Unite ale Americii                      | Craig McCracken              | Warner Bros. Cartoon Network Studios                      |                     |       |
| The Prince of Dinosaurs Il principe dei dinosauri                  | Italia                                          |                              |                                                           |                     | [ 2 ] |
| The Princess and the Pea                                           | Statele Unite ale Americii · Ungaria            |                              |                                                           |                     |       |
| Return to Never Land                                               | Statele Unite ale Americii · Canada · Australia | Robin Budd Donovan Cook      | Walt Disney Pictures DisneyToon Studios                   |                     |       |
| Song of the Miraculous Hind                                        | Ungaria                                         |                              |                                                           |                     |       |
| S.O.S. Planet                                                      | Statele Unite ale Americii · Belgia             |                              |                                                           |                     |       |
| Spirit: Stallion of the Cimarron                                   | Statele Unite ale Americii                      | Kelly Asbury Lorna Cook      | Walt Disney Pictures DreamWorks Animation                 | Traditional         |       |
| Tamala 2010: A Punk Cat in Space                                   | Japonia                                         |                              |                                                           |                     |       |
| Tarzan & Jane                                                      | Statele Unite ale Americii                      | Victor Cook Steve Loter      | Walt Disney Studios Home Entertainment DisneyToon Studios |                     |       |
| Treasure Planet                                                    | Statele Unite ale Americii                      | Ron Clements John Musker     | Walt Disney Pictures Walt Disney Animation Studios        | Traditional         |       |
| A Tree of Palme                                                    | Japonia                                         |                              |                                                           |                     |       |
| The Wild Thornberrys Movie                                         | Statele Unite ale Americii                      | Jeff McGrath Cathy Malkasian | Paramount Pictures Nickelodeon Movies Klasky Csupo        |                     |       |
| Winnie the Pooh: A Very Merry Pooh Year                            | Statele Unite ale Americii                      | Jamie Mitchell               | Walt Disney Studios Home Entertainment DisneyToon Studios |                     |       |